# Edmund Heines
Edmund Heines, född 21 juli 1897 i München, död 30 juni 1934 i Stadelheimfängelset, München, var en tysk SA-Obergruppenführer. Han blev 1931 Ernst Röhms ställföreträdare. Från 1933 till sin död var han polischef i Breslau. Heines mördades under de långa knivarnas natt 1934.